# Чемпионат СССР по самбо 1947
3-й чемпионат СССР по самбо проходил в Москве  с 16 по 18 декабря 1947 года. В соревнованиях участвовал 71 спортсмен. Первенство разыгрывалось в 7 весовых категориях.

## Медалисты
| Весовая категория          | Золото                              | Серебро                         | Бронза                       |
| -------------------------- | ----------------------------------- | ------------------------------- | ---------------------------- |
| Легчайший вес (до 56 кг)   | Н. Куликов Ленинград                | Шалва Нозадзе Тбилиси           | Н. Ерофеев Москва            |
| Полулёгкий вес (до 61 кг)  | Борис Васюков Москва                | Иван Васильев Ленинград         | Хорен Чибичьян Москва        |
| Лёгкий вес (до 66 кг)      | Евгений Чумаков Москва              | Владлен Андреев Москва          | Христофор Ниниашвили Тбилиси |
| Полусредний вес (до 72 кг) | Илья Латышев Москва                 | Василий Маслов Москва           | В. Кузнецов Москва           |
| Средний вес (до 79 кг)     | Виктор Данилин Ленинград            | Сергей Преображенский Ленинград | Георгий Ростиашвили Тбилиси  |
| Полутяжёлый вес (до 87 кг) | Шота Даушвили Тбилиси               | Константин Коберидзе Москва     | В. Шах Москва                |
| Тяжёлый вес (свыше 87 кг)  | Арсен Мекокишвили «Динамо» (Москва) | Михаил Герасимов Москва         | Александр Сенаторов Москва   |